# Іван Брадач
Іван Брадач (нар. 14 лютого 1732, Ториски, Пряшівщина — пом. 4 липня 1772, Мукачів) — єпископ мукачівський (1767 — 1772 рр.), борець за канонічне визнання єпархії та її унезалежнення від впливів латинських єпископів Егера. Доводився племінником Мануїлу Ольшавському.

## Життєпис
Народився в Торисках на Словенській окраїні Левочі, за іншими даними — у Камйонці на Спиші (в даний час Словаччина).
Перший самостійний єпископ Закарпаття — Мукачівська греко-католицька єпархія. (11 травня 1768 — 4 липня 1772 рр.)
Іван Брадач, видав перший буквар, але церковна влада виявила в ньому «схизму», буквар було конфісковано й спалено.
Церква на Закарпатській Україні наприкінці XVIII ст. вийшла з-під залежності від латинського єпископа в Ерлау—Єґері. Марія-Терезія підтримала прагнення Закарпатської Української Церкви, але тільки 1772 року папа Климент XIV задовольнив її прохання і проголосив самостійність Мукачівського уніятського єпископства: буллою «Eximia regalium» канонічно заснував єпархію (1771 р.), а Брадача призначив першим її єпископом. Владика Іван твердо боровся проти латинізації Церкви і обстоював східній обряд.
Кінець XVIII ст. був «золотою добою» церковної історії Закарпаття. В особах єпископів І. Брадача й особливо А. Бачинського, який став дорадником Віденського двору в справах Закарпаття, воно мало найкращих церковних діячів.